# Convent de Santa Clara de Barcelona

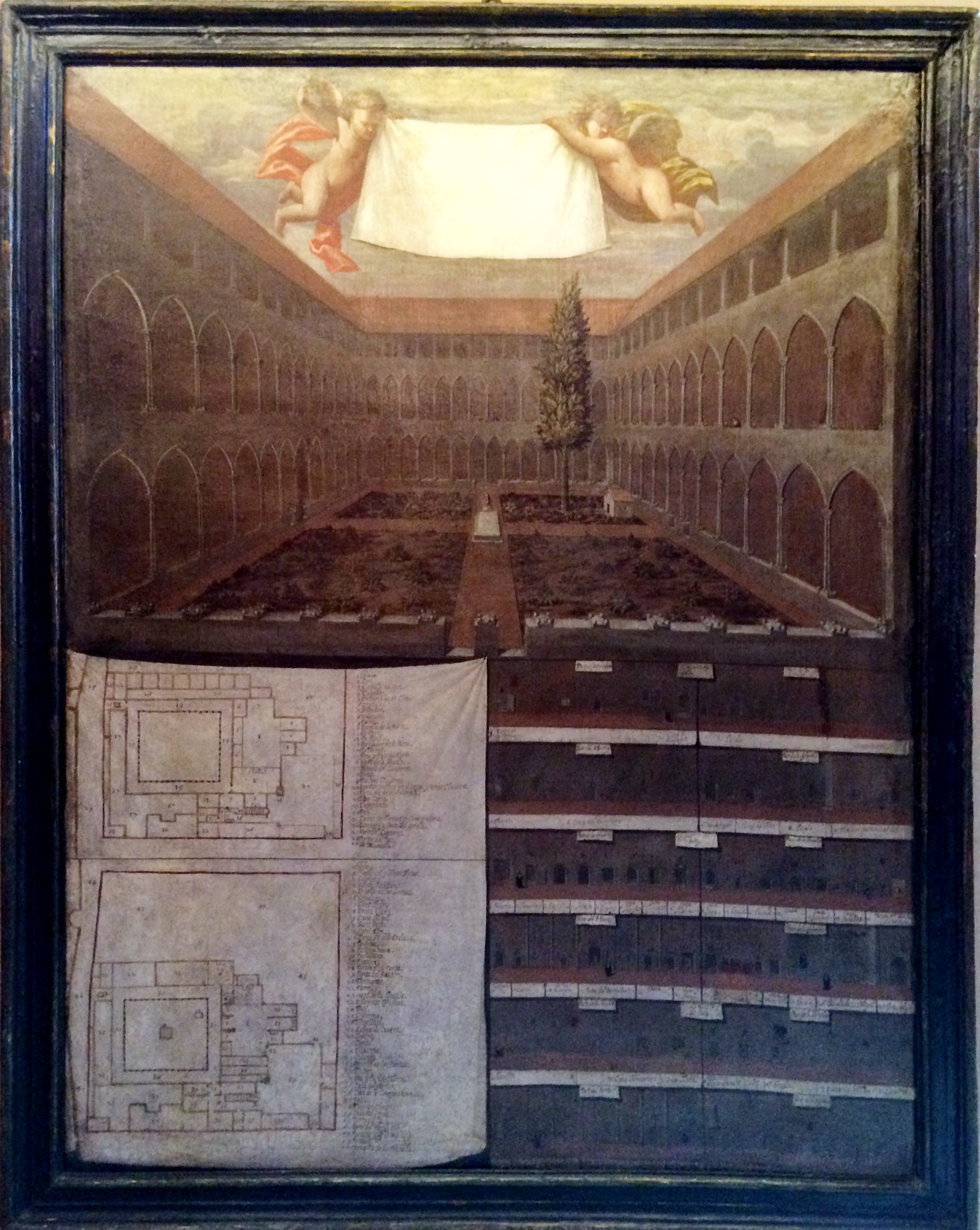
Convent de Santa Clara en una obra de Joan Sentís Moler

El Convent de Santa Clara de Barcelona fou un cenobi femení de clausura construït en el que avui és el barri de la Ribera de la ciutat de Barcelona. Molt malmès durant el setge de Barcelona (1713-1714) fou arrasat definitivament per ordre de Felip V d'Espanya, com bona part del barri de la Ribera per a construir-hi la ciutadella de Barcelona, durant els anys de la postguerra i algunes de les seves restes arquitectòniques foren repartides en alguns edificis notables de la ciutat. Tradicionalment es considera la primera fundació de les clarisses a la península Ibèrica, per bé que la seva data de fundació ha estat a bastament discutida com moltes de les primeres fundacions clarisses tant a França com a Espanya.

## Història

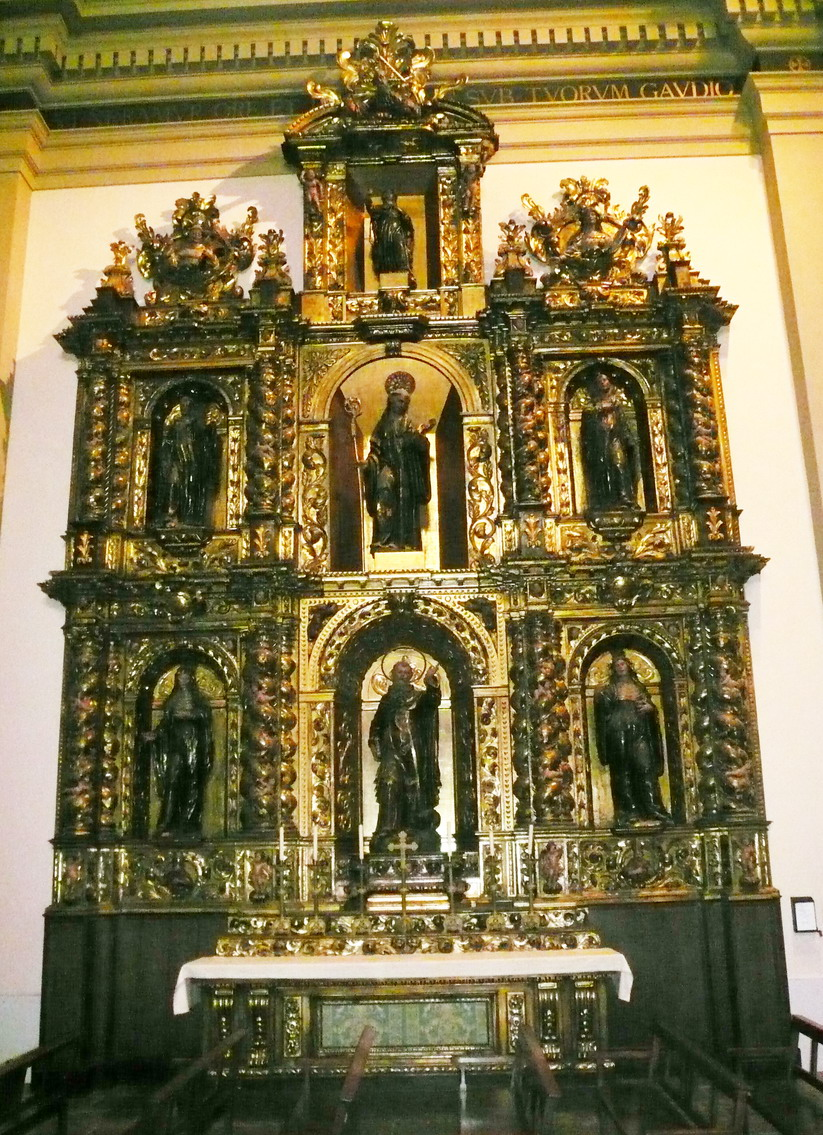
Retaule barroc d'Andreu Sala de 1686. Va passar del convent a l'església construïda dins el Saló del Tinell i traslladar a l'església de Sant Vicenç de Sarrià el 1961

La data de la seva fundació de caràcter llegendari i tradicional fou l'any 1233/1234 per Agnès de Peranda d'Assís (suposada filla de Peranda i neboda de santa Clara d'Assís, la fundadora de l'orde) i Clara de Janua (aquesta segona seria Maria de Pisa segons altres fonts), arribaren al port de Barcelona, procedents del monestir de Sant Damià d'Assís, després d'embarcar-se a Ancona i patir un naufragi. Arribaren en una barca sense rems ni veles, amb la idea de fundar un monestir. Les primeres documentacions situen la fundació vers el 1236/1237 per una butlla de Gregori IX confirmant la fundació endegada per diverses dones encapçalades per Berenguera d'Antic i Guillerma de Polinyà i deu germanes més.
El 1236 hi ha constància escrita de la fundació del monestir al barri de la Ribera, prop de Santa Maria del Mar, sota l'advocació de sant Antoni i santa Clara, on actualment hi ha el parc de la Ciutadella. Comptaren amb la col·laboració del bisbe Berenguer de Palou II el 1237 al lloc anomenat Santa Eulàlia del Camp, extramurs de la ciutat, amb el nom de convent de Sant Anton i Santa Clara, per haver-se fundat sobre una capella dedicada a Sant Anton. El convent també s'anomenava de Sant Daniel per estar prop de la porta de Sant Daniel de la muralla de Barcelona.
Les seves fundadores i les seves descendents també rebien el nom de monges de Sant Damià pel fet que les fundadores eren clarisses procedents de San Damiano (Assís). El 1406 les monges demanaren a la Santa Seu de canviar d'hàbit i de regla, però no ho aconseguiren, fins que el 1513, amb l'aprovació de Lleó X, adoptaren la regla de Sant Benet. Les monges de Sant Antoni i Santa Clara van optar per seguir amb l'Orde de Sant Benet, passant així a ser benedictines.
El 1327, una catorzena d'aquestes monges clarisses fundaren el monestir de Pedralbes. El 1691 durant la invasió francesa abandonaren uns dies el convent. Durant el Setge de Barcelona (1713-1714) el convent quedà molt malmès i les religioses foren temporalment acollides en cases de familiars i amics amb la intenció d'arranjar-ne els desperfectes cosa que no fou possible per la destrucció i arrasament de bona part del barri de la Ribera per a construir-hi la ciutadella de Barcelona. Només s'aprofitaren les restes del campanar per construir l'anomenada Torre de Sant Joan, que va servir de punt de vigilància i de presó fins a la destrucció de la ciutadella.
Atesa la destrucció del convent, el rei Felip V els donà el Palau Reial Major (actualment Museu Marès, Museu d'Història de Barcelona i Saló del Tinell), on visqueren de 1719 a 1936. El 1952 agregant-se amb la comunitat de Sant Benet de Mataró fundaren el Monestir de Sant Benet de Montserrat.

## Intervencions arqueològiques

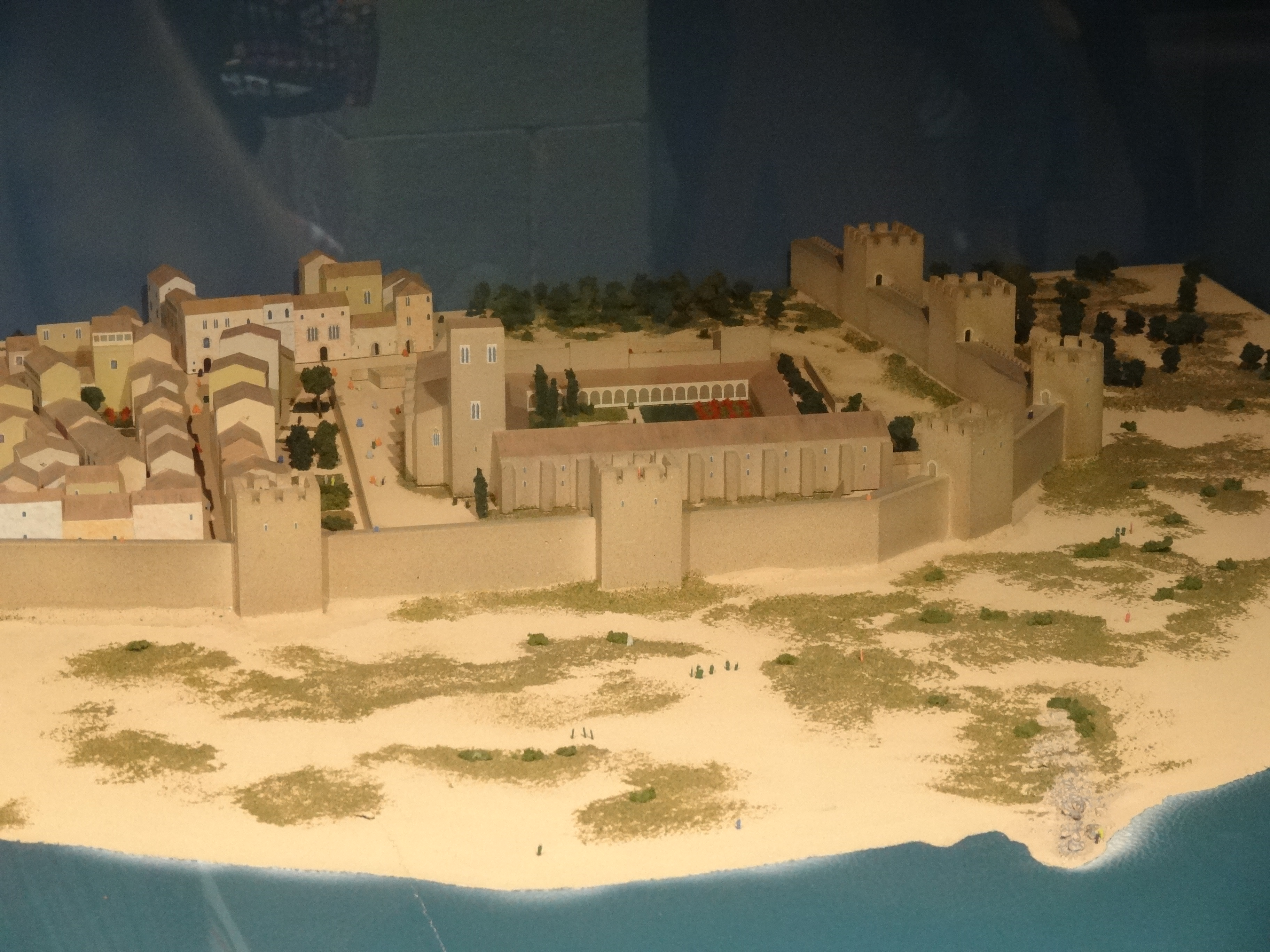
Església i convent de Santa Clara, en una maqueta que representa el litoral de Barcelona, al Museu Marítim de Barcelona

En la intervenció arqueològica duta a terme a l'exterior de la capella castrense del parc de la Ciutadella el 2011, han estat localitzades diverses estructures d'interès arqueològic. Per una banda, estructures associades a la mateixa capella castrense abans de la reforma urbanística efectuada a l'entorn i, per l'altra, un possible pou pertanyent al convent de Santa Clara. Formant part del conjunt d'edificacions bastides a l'interior de la fortificació borbònica, es van documentar diversos trams de murs corresponents al recinte, pavellons i cementiri de la capella castrense i, per tant, datats entre 1717 i 1729. Destaca una estructura murada, paral·lela al cos de l'església, de gairebé 1m. d'amplada, feta a base de carreus i pedres lligades amb morter de calç. Basant-se en la documentació gràfica disponible, correspondria al mur perimetral que envoltava la capella. Altres dos llenços de mur identificats durant la intervenció formarien part de l'arranjament intern del clos murat de la capella, de la mateixa factura i aparell constructiu. A la dreta de la capçalera de l'edifici religiós van aparèixer diversos murs adossats, disposats de forma transversal al temple, que corresponien a la rectoria i habitatges de clergues. Ateses les característiques de l'obra, obertura de diverses rases, no va ser possible delimitar-ne els diversos àmbits.

## Restes
Del convent de la Ribera, que incloïa una gran església gòtica, avui en dia només es conserven algunes columnes i capitells del claustre en el Museu Marés, a més del retaule de Santa Clara de Sant Vicenç de Sarrià.
En canvi, la imatge de Santa Rosalia procedent de Santa Clara que es troba també al Museu Marés s'hauria de datar a la segona meitat del segle xviii i, per tant, provindria ja del convent establert al Palau Reial Major.